# Obiectiv strategic (militar)
Un obiectiv strategic este un element caracteristic al unei direcții strategice ce reprezintă o zonă de mare importanță militar-geografică (precum centrele mari politico-economice, regiunile de mare importanță geografică) a cărei cucerire, apărare, distrugere sau neutralizare duce la îndeplinirea scopurilor parțiale sau totale ale unui război.